# Món chính

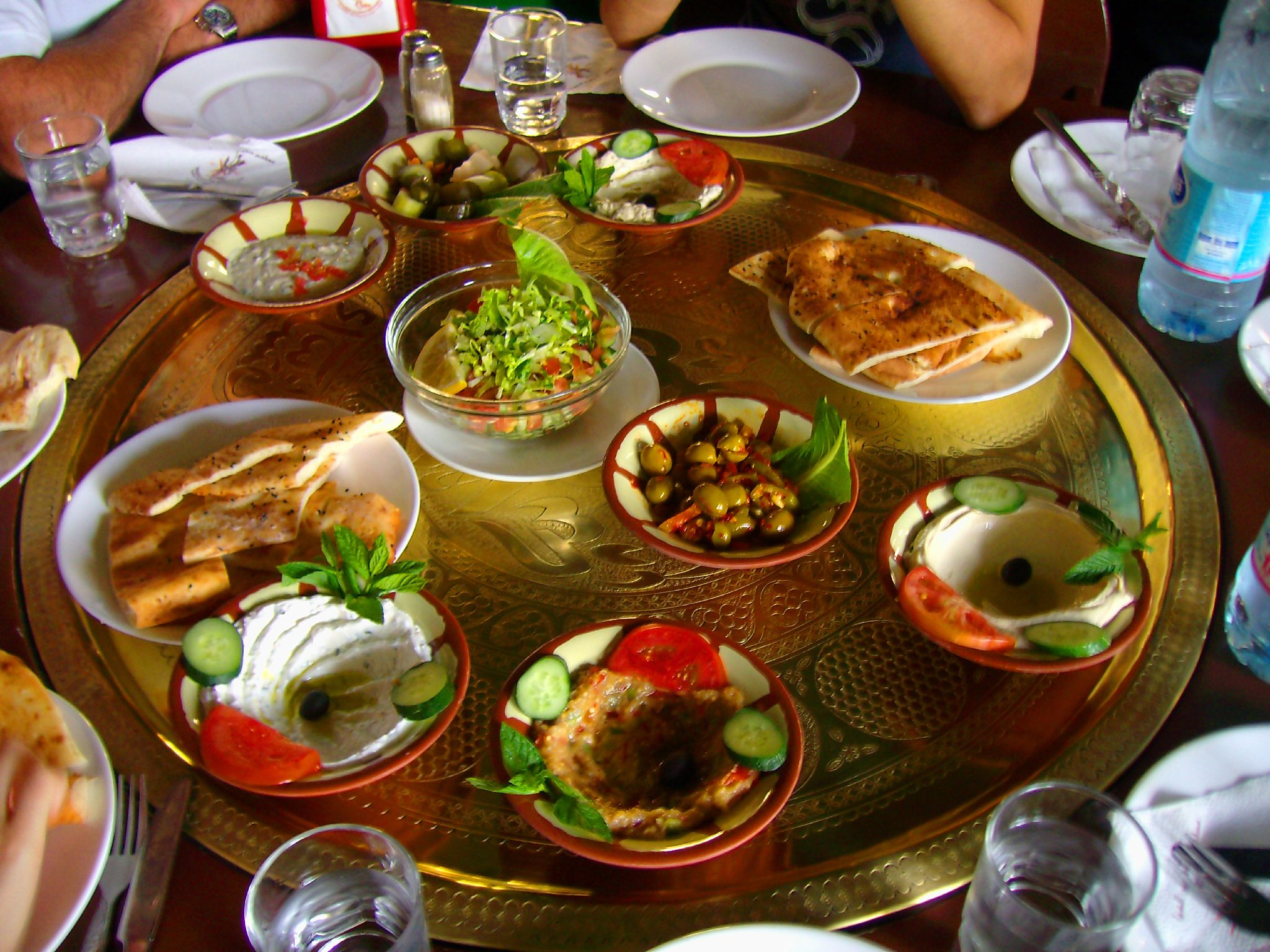
Một bữa ăn ở Jordan với các món chính

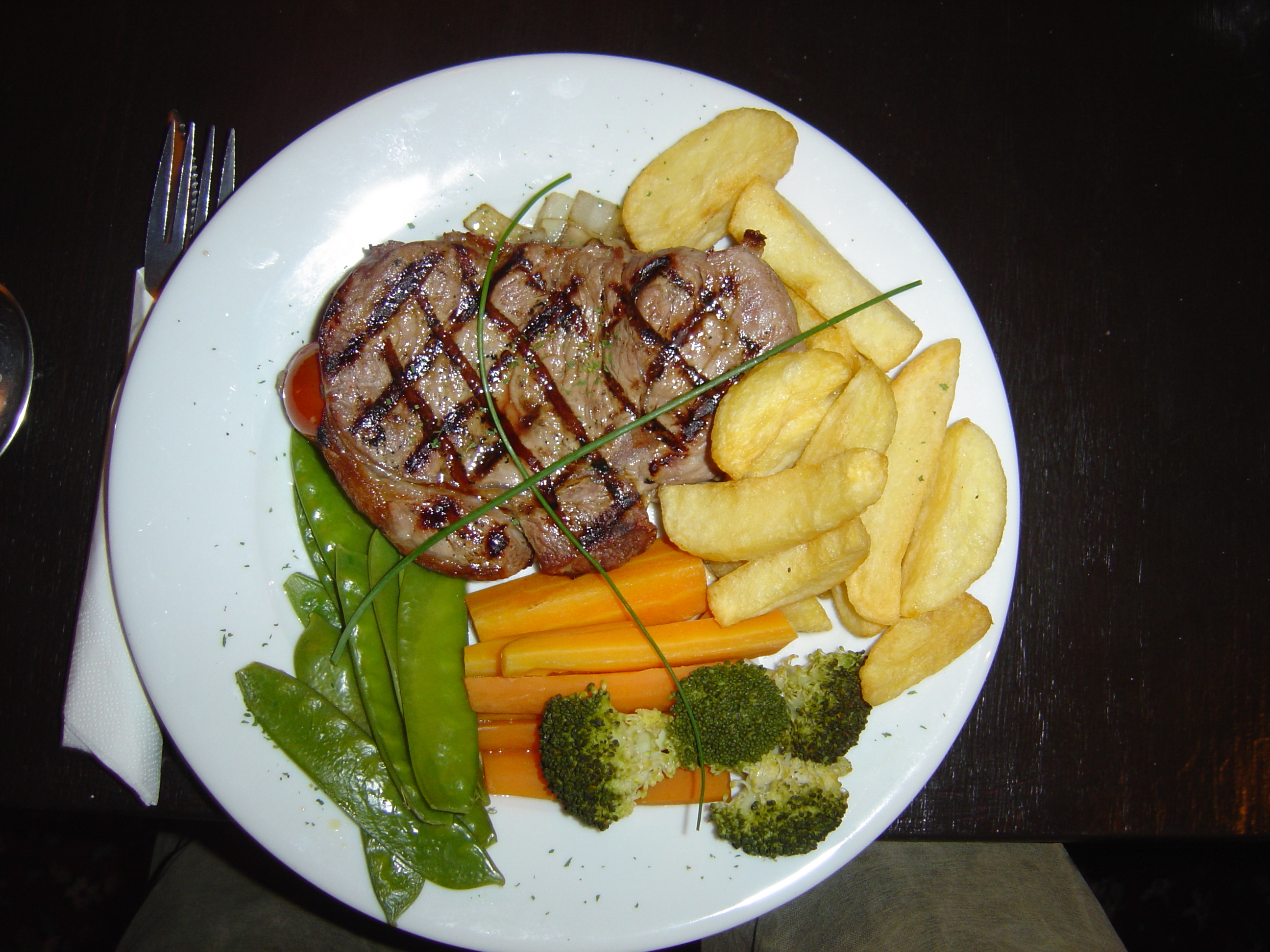
Một bữa tối với thịt bít tết. Đây có thể là món chính của bữa ăn.

Món chính là món đặc trưng hoặc món chủ yếu trong bữa ăn gồm nhiều món. Nó thường đi sau món entrée (tiếng Pháp: entrée, "đầu vào"). Tại Hoa Kỳ và Canada (trừ Quebec), món chính có thể được gọi là " entrée ". Người Québéc nói tiếng Anh theo cách sử dụng thuật ngữ tiếng Pháp. Theo nhà ngôn ngữ học Dan Jurafsky, việc sử dụng Bắc Mỹ ("entrée") vẫn giữ nguyên nghĩa gốc tiếng Pháp của một khóa học thịt đáng kể.

## Phục vụ
Các món ăn chính thường là món ăn nặng nhất, chân thành nhất và phức tạp nhất hoặc đáng kể trong thực đơn. Thành phần chính thường là thịt, cá hoặc một nguồn protein khác. Nó thường được đi trước bởi một món khai vị, súp hoặc salad, và tiếp theo là một món tráng miệng. Vì những lý do đó, món chính đôi khi được gọi là "món thịt". Trong một bữa ăn chính thức, một món chính được lên kế hoạch tốt có thể hoạt động như một dạng đỉnh cao hoặc cực khoái ẩm thực. Trong một kế hoạch như vậy, các món đi trước được thiết kế để chuẩn bị và dẫn đến món chính theo cách mà món chính được dự đoán và, khi kế hoạch thành công, tăng khả năng đáp ứng và làm hài lòng thực khách. Các món sau món chính sẽ làm ổn định vòm miệng và dạ dày, hoạt động như một kiểu kết luận trong bài văn hoặc như làm giảm cực khoái.